# Микільське лісництво

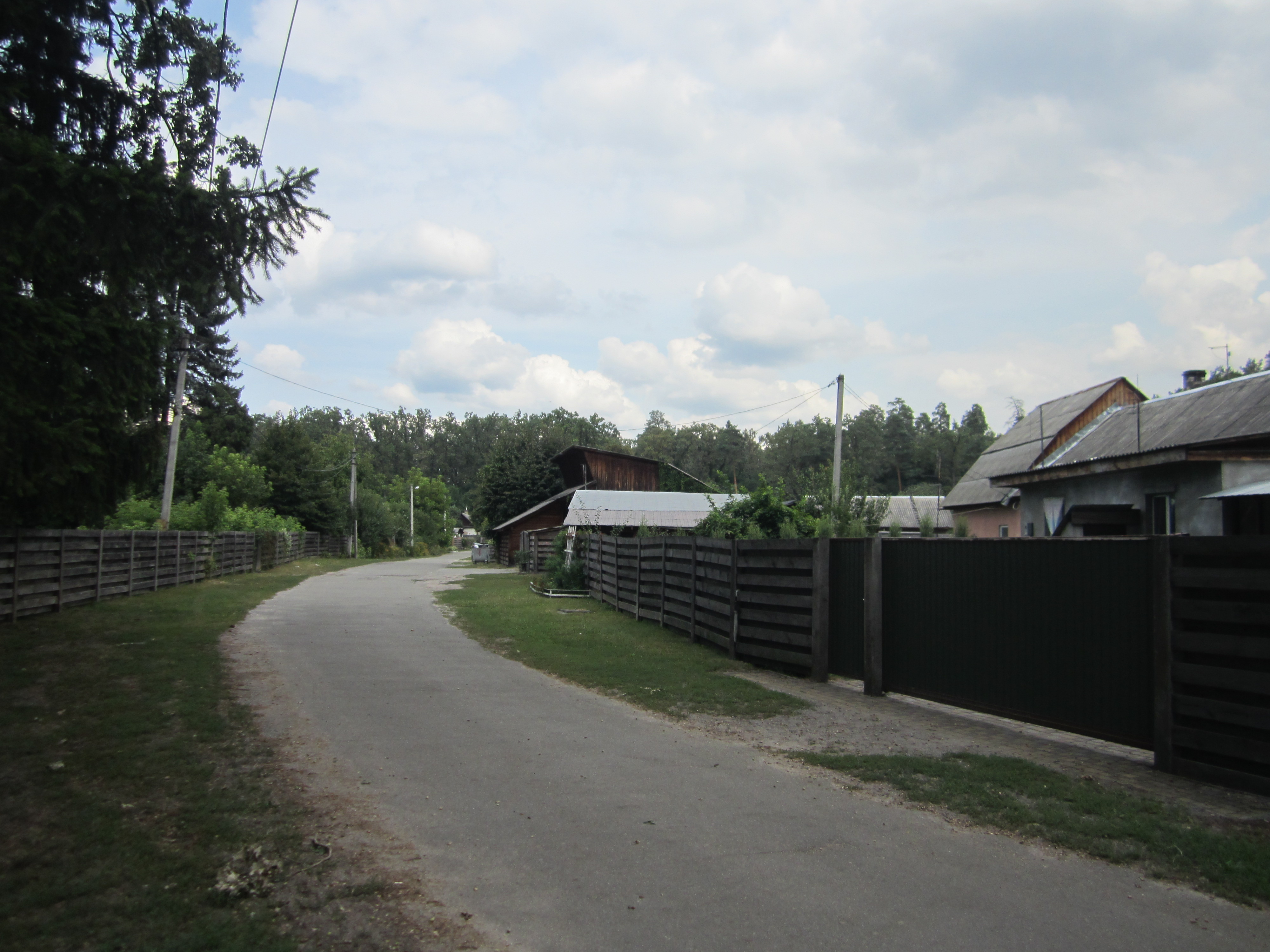
Селище Микільського лісництва

Микільське лісництво — історична місцевість Києва, селище при лісництві та лісництво. Микільське лісництво розташоване біля зупинки електропоїздів «Лісництво» залізниці Дарниця–Гребінка, у 35-му кварталі Микільського лісництва. Сполучене дорогою із вул. Бориспільською, до якої 1,5 км.

## Історія
Микільське лісництво виникло як самостійне 1902 року виділенням із Броварського лісництва. Одна із перших згадок міститься у документі від 29 травня 1902 року. Доти згадувалося у документах як Микільсько-Княжицько-Бортницька дача Броварського лісництва. Входило до 
складу Остерського повіту Чернігівської губернії.  
Саме у Микільській лісовій дачі, майбутньому Микільському лісництві, починаючи з 1895 року, була запроваджена система так званого правильного ведення лісового господарства: лісові масиви були поділені просіками на квартали, заборонено суцільну вирубку, на кожній десятині лісу необхідно було залишити не менше 150 дерев віком 70–80 років. Ця система пов’язана із іменем видатного вченого-лісівника Василя Огієвського.
Зберігся документ, датований 24 жовтня 1898 року, у якому Управління державного майна Чернігівської губернії, звертаючись до Лісничого Броварського лісництва, інформувало, що Лісовим департаментом своїми документами у 1895 році було дозволено старшому таксатору Василю Огієвському при проведенні дослідних досліджень відводити пробні ділянки. Його було відряджено Міністром землеробства і державного майна у ліси Чернігівщини для здійснення досліджень, а Управлінню державного майна та лісничим на місцях — всіляко сприяти Василю Огієвському у його діяльності із організації лісової дослідної справи. 
Загалом протягом 1895-1910 років Василь Огієвський особисто заклав 910 постійних пробних ділянок у різних лісництвах. Микільське лісництво (Микільська лісова дача) було одним із опорних пунктів (дослідних станцій), організованих Огієвським, для вивчення плодоношення сосни, її природного поновлення, випробовування різних способів та агротехніки сівби і садіння сосни й дуба. Досліджувалися питання росту лісу, догляду за молодими деревами, ходу зростання найважливіших порід. Тут вчений заклав 239 пробних ділянок.
Звертаючись 5 вересня 1901 року до Чернігівського управління державного майна, Василь Огієвський просив, щоб лісосіка у 34 кварталі Микільсько-Княжицько-Бортницької дачі Броварського лісництва, яка складалася із 4 ділянок площею 9 десятин 2015 кв. саженів, не була подана на торги, адже збереження лісу на цій ділянці було необхідне для правильного здійснення розпочатих досліджень. Надалі, після 1910 року, Василь Огієвський неодноразово відвідував дослідні ділянки, які він свого часу заклав, зокрема, і у період роботи у Санкт-Петербурзі в Лісовому інституті, 1912 року. Живучи і працюючи протягом 1918-1921 років у Києві, Василь Огієвський робив усе для збереження дослідних ділянок лісництва. 
За даними довідника «Список поселень Київщини» (дані 1923 року), у Микільському лісництві налічувалося 25 дворів та проживало 110 мешканців, проте тут зведено воєдино відомості про всі лісничівки на теренах лісництва. Тож більш точними є відомості довідника «Населені місця Київщини. Попередні підсумки перепису 17-го грудня 1926 року», де згадано лісову сторожку «5 Микільський квартал», де налічувалося 6 дворів, мешкав 21 житель. Окрім того, навколо стояло шість лісових сторожок: 12 (один двір, 6 жителів), 20 (один двір, 7 жителів), 21 (два двори, 7 жителів), 27 (перша, два двори, 7 жителів), 27 (друга, один двір, 6 жителів) кварталів та Микільська № 31 (два двори, 12 жителів) Микільського лісництва. 
Микільське лісництво та прилеглі лісові сторожки виходили до складу Бортницької сільської ради Броварського району. Одна з перших карт, яка зафіксувала лісництво, — військова карта 1932 року.
За даними Всесоюзного перепису населення, що відбувся 17 січня 1939 року, населення хутора становило 68 мешканців. За часів нацистської окупації Києва німці вирубали частину лісу навколо лісництва. Проте, коли нацистські війська відступали восени 1943 року, Микільське лісництво, на відміну від багатьох інших поселень Київського Лівобережжя не було знищене. 
Микільське лісництво, що доти входило до складу Броварського району Київської області, включене до меж Києва у 1950-х роках разом з усіма лівобережними лісами. Відтоді входить до складу Дарницького району.
Хутір Микільське лісництво забудований сімома цегляними одноповерховими будинками 1950–1980-х років. Окрім житлової забудови, у поселенні розміщені адміністративна будівля (контора) Микільського лісництва, лісопильня та кілька допоміжних споруд. режна вежа. Загалом у лісництві 9 різних споруд, що мають адресу вулиця Микільське лісництво, 6, 7, 8, 9, 10, 11, 12, 13, 14. Селище обслуговується відділенням поштового зв’язку № 93 на Рембазі. Є одним із 5 лісництв, що входять до складу КП «Дарницьке лісопаркове господарство». Загальна площа угідь лісництва — 2734 га.